# Yoann Offredo
Yoann Offredo (ur. 12 listopada 1986 w Savigny-sur-Orge) – francuski kolarz szosowy, startujący w zawodowej grupie FDJ.
W 2010 odniósł duży sukces, kończąc prestiżowy wyścig zaliczany do ProTour - GP Ouest-France na trzecim miejscu.

## Najważniejsze zwycięstwa i sukcesy
2006
- 2. miejsce w Tour de la Somme

2009
- 1. miejsce na etapie Tour de Picardie
- 5. miejsce w Tour de Wallonie

2010
- 3. miejsce w GP Ouest-France

2011
- 4. miejsce w Omloop Het Nieuwsblad
- 7. miejsce w Mediolan-San Remo